# Jeannette
Jeannette és una població dels Estats Units a l'estat de Pennsilvània. Segons el cens del 2000 tenia 10.654 habitants.

## Demografia
Segons el cens del 2000, Jeannette tenia 10.654 habitants, 4.630 habitatges, i 2.949 famílies. La densitat de població era de 1.706,9 habitants per quilòmetre quadrat.
Dels 4.630 habitatges en un 26,7% hi vivien nens de menys de 18 anys, en un 45,3% hi vivien parelles casades, en un 14,9% dones solteres, i en un 36,3% no eren unitats familiars. En el 32,4% dels habitatges hi vivien persones soles el 15,9% de les quals corresponia a persones de 65 anys o més que vivien soles. El nombre mitjà de persones vivint en cada habitatge era de 2,29 i el nombre mitjà de persones que vivien en cada família era de 2,89.
Per edats la població es repartia de la següent manera: un 22,1% tenia menys de 18 anys, un 7,4% entre 18 i 24, un 28,4% entre 25 i 44, un 22,2% de 45 a 60 i un 20% 65 anys o més.
L'edat mediana era de 40 anys. Per cada 100 dones de 18 o més anys hi havia 83,5 homes.
La renda mediana per habitatge era de 29.091 $ i la renda mediana per família de 37.038 $. Els homes tenien una renda mediana de 32.413 $ mentre que les dones 21.702 $. La renda per capita de la població era de 15.961 $. Entorn del 10,9% de les famílies i el 15% de la població estaven per davall del llindar de pobresa.

## Poblacions més properes
El següent diagrama mostra les poblacions més properes.